# バンク・ストリート・グラウンズ
バンク・ストリート・グラウンズ（Bank Street Grounds）は、アメリカのオハイオ州シンシナティにかつて存在した野球場。

## 歴史
1880年5月1日にナショナルリーグのシンシナティ・レッドストッキングスの本拠地として開場。しかしレッドストッキングスは「日曜日は安息日として球場を開けてはならない」「球場でビールを観客に販売してはならない」などの当時のナショナルリーグ規約を再三にわたって違反したため、その年限りでリーグから除名されてしまう。
1882年、アメリカン・アソシエーションが設立され、新たに結成されたシンシナティ・レッズが参加（前述のレッドストッキングスとは直接の関係はない）。レッズは2シーズンの間バンク・ストリート・グラウンズを本拠地にした。1884年、ユニオン・アソシエーションのシンシナティ・アウトロー・レッズが結成されると、当時レッズと経営を掛け持ちしていたオーナーのジャスタス・ソーナーが、グラウンドのリース権をアウトロー・レッズに与え、グラウンドの使えなくなったレッズは急遽リーグ・パークの建設を迫られることになった。
しかしユニオン・アソシエーションが1年限りで解散し、チームも消滅したため、アウトロー・レッズの最終戦（1884年10月15日）が球場最後の試合になり、のちに取り壊された。
| 前本拠地： n/a - | シンシナティ・レッズの本拠地 1882 - 1883 | 次本拠地： リーグ・パーク 1884 - 1901 |